# ナラム・シン (アッシリア王)
ナラム・シン（Naram Sin、在位:紀元前19世紀頃？）は古アッシリア王国時代のアッシリアの王と伝えられる人物。アッカドの王であるナラム・シンとは別人なので注意を要する。
彼はアッシリア王名表によればプズル・アッシュール2世の息子であり、アッシリア第37代の王として記録されている。
研究者の間では実際にはナラム・シンがエシュヌンナの王であり、シャムシ・アダド1世がアッシリア王となる以前にエシュヌンナ王ナラム・シンがアッシュールを支配下においていたためにアッシリア王として記録されたという説が根強くある。この説ではアッシリアは一時エシュヌンナの支配下に置かれ、ナラム・シンの死後エリシュム2世がアッシリア王位を獲得し、その後エリシュム2世を破ってシャムシ・アダド1世がアッシリア王位を得たと主張される。
ただし近年この仮説に反する史料が発見され、正確な所は今持って不明である。